# Oreochromis leucostictus
Oreochromis leucostictus là một loài cá thuộc họ Cichlidae. Nó được tìm thấy ở Burundi, Cộng hòa Dân chủ Congo, Kenya, Tanzania, và Uganda. Các môi trường sống tự nhiên của chúng là sông, sông có nước theo mùa, đầm nước, hồ nước ngọt, hồ nước ngọt có nước theo mùa, đầm nước ngọt, đầm nước ngọt có nước theo mùa, và vùng đồng bằng nội địa.